# 阿里山油菊
阿里山油菊（学名：Dendranthema arisanense），又名阿里山菊，是菊科菊属的植物，为台灣特有植物。分布在台湾海拔1,600米至3,200米的地区，常生长在山坡和石缝。目前有國立嘉義大學人工引種在平地做栽培試驗，民間種苗行如興農有少量幼苗販售。

## 特征[1]
莖：多年生草本，高 25~100 公分。莖基部常匍匐，莖斜升，多分枝，有稜角，且有細柔毛，後變無毛，木質化。
葉： 葉互生，卵形或長圓狀卵形，長 3~9 公分，寬 1.5~5 公分，羽狀深裂，頂裂片大，側裂片常 2 對，卵形或長圓形，全部裂片邊緣淺裂或有鋸齒；上部葉漸小，全部葉表面有腺體及疏柔毛，深綠色，背面毛較多，灰綠色，基部漸狹成有翅的葉柄，假托葉有鋸齒。
花：頭狀花序直徑約1.2 公分，在枝頂排成繖房狀圓錐花序或不規則的繖房花序，總苞半球形，總苞片 3 層，長橢圓形，倒卵狀長圓形，外層較狹窄，其膜質邊緣向內逐漸變寬，內層全部膜質，外層總苞片背面中部有柔毛；外層總苞片稍短於內層；舌狀花雌性，花冠黃色，舌瓣長約 1 公分；管狀花兩性。花期 11~12 月。
果實： 瘦果全部同型，倒卵形，稍扁壓，無毛，有光澤，黑色，有數條縱細肋，無冠毛。
阿里山油菊為菊科菊屬多年生草本植物，具匍匐莖，莖斜升，多分枝，初生時密被毛，後變無毛，木質化；高約 40 公分，自中部分枝或僅上部有繖房狀花序短分枝，莖枝被稠密短柔毛。下部莖葉花期脫落。中部莖葉長 3~5 公分，寬 2~3 公分，全形卵形，二回羽狀分裂。一回全裂或幾全裂，側裂片 1~2 對；二回為淺裂、半裂。末回裂片斜三角形，寬 0.05~0.1 公分。上部莖葉漸小，同形。全部葉有柄，柄長 1~2 公分，上面綠色，被稀疏的短柔毛。頭狀花序直徑約 1.3 公分，多數在莖枝頂端排成複繖房花序。總苞半球形，直徑約 0.7 公分。總苞片約4層，外層卵形或長卵形，長 0.3~0.4 公分，中層橢圓形、長橢圓形，長 0.4~0.55 公分，內層短，長橢圓形或寬線形，長約 0.3 公分。外層僅中脈及基部有稀疏短柔毛。全部苞片邊緣白色或褐色寬膜質。舌狀花黃色，舌片長約 0.6 公分。與野菊（Dendranthema indica (L.) Des Moul.）相似，但葉裂的程度較深，下表面密被毛。